# Piotr Boroń (lekarz)
Piotr Boroń (ur. 1920 w Skale, zm. 4 stycznia 1993 w Białymstoku) – polski lekarz, specjalista w zakresie chorób zakaźnych i medycyny przemysłowej, profesor nauk medycznych, rektor Akademii Medycznej w Białymstoku (1972-1973).

## Edukacja
Urodził się w 1920 r. w Skale, w ówczesnym powiecie olkuskim (dziś powiat krakowski) jako syn Piotra i Karoliny z domu Miodek. Po ukończeniu szkoły powszechnej w Skale, naukę kontynuował w Gimnazjum im. Króla Jana Sobieskiego w Krakowie, a następnie w Liceum Ogólnokształcącym im. S. Staszica we Lwowie. Zdał maturę w 1939 r., rozpoczął studia w Szkole Podchorążych Sanitarnych w Warszawie, ale do wybuchu II wojny światowej zdążył jedynie odbyć kurs rekrucki.
17 września 1939, w Szpitalu Twierdzy Brześć nad Bugiem, został wzięty przez Niemców do niewoli i umieszczony w Stalagach XIII A (Bad Sulzbach) oraz XIII D (Nűrnberg/Langwasser). Do kraju powrócił pierwszym wojskowym pociągiem repatriacyjnym w październiku 1945.
W listopadzie 1945 roku podjął studia na Wydziale Lekarskim Uniwersytetu Wrocławskiego, zaś 16 września 1950 został absolwentem Akademii Medycznej we Wrocławiu, otrzymując dyplom lekarza.
Już w trakcie studiów rozpoczął pracę w II Klinice Chorób Wewnętrznych Uniwersytetu Wrocławskiego jako zastępca asystenta. 28 kwietnia 1951 obronił rozprawę doktorską Zachowanie się białek osocza krwi łącznie z odczynem Biernackiego w poszczególnych postaciach gruźlicy płuc leczonej Streptomycyną.
W 1953 r. wyjechał do Korei i w trakcie wojny koreańskiej przez osiem miesięcy pełnił funkcję ordynatora Oddziału Wewnętrznego i Zakaźnego Szpitala Polskiego Czerwonego Krzyża (PCK) w Korei Północnej.

## Praca w Akademii Medycznej w Białymstoku
Po powrocie do Polski, 1 marca 1954 podjął pracę w I Klinice Chorób Wewnętrznych Akademii Medycznej w Białymstoku.
Należał do grupy pionierów budujących białostocką uczelnię. W 1958 uzyskał tytuł specjalisty II stopnia z zakresy medycyny przemysłowej.
26 lutego 1959 został zatwierdzony jego stopień naukowy kandydata nauk medycznych po wcześniejszym w 1958 przeprowadzeniu przewodu oraz obronie dysertacji Badania nad zachowaniem się niektórych reakcji naczynioruchowych w chorobie nadciśnieniowej oraz w chorobie wrzodowej żołądka i dwunastnicy.
W 1960 r. doprowadził do powołania Katedry i Kliniki Chorób Zakaźnych AMB, którą zorganizował i prowadził jako kierownik do 1977 r. Jego praca habilitacyjna dotyczyła badań nad donaczyniowym wstrzykiwaniem distreptyzy u psów jako możliwość leczenia zakrzepów w chorobach naczyń.
W 1967 r. uzyskał tytuł profesora nadzwyczajnego, a w 1973 zwyczajnego.
W latach 1974–1980 był wicedyrektorem Instytutu Chorób Wewnętrznych AMB. Od 1 czerwca 1980 do 31 grudnia 1981 pełnił funkcję dyrektora Instytutu Chorób Zakaźnych i Dermatologii AMB.

## Aktywność naukowo-badawcza i dydaktyczna
Był specjalistą krajowym i wojewódzkim w zakresie chorób zakaźnych. W drugiej połowie lat 80. jako jeden z pierwszych w regionie północno-wschodnim Polski i jeden z nielicznych w kraju zajął się pomocą osobom zarażonym HIV i chorym na AIDS.
Przeprowadzał szkolenia dla personelu medycznego z regionu północno-wschodniego dotyczące tematyki HIV i AIDS. Wzięło w nich udział prawie dziesięć tysięcy osób. Przewodniczył założonemu przez siebie Społecznemu Stowarzyszeniu Zapobiegania AIDS, pierwszej takiej organizacji w kraju.
W pracy naukowo-badawczej zajmował się chorobami zawodowymi, chorobami odzwierzęcymi (bruceloza, włośnica), chorobami wątroby (w następstwie alkoholizmu) i zakażeniami HIV.
Wraz ze współpracownikami opublikował ponad 462 prac naukowych i popularnonaukowych. Ewenementem na skalę krajową było zorganizowanie 11 sympozjów, licznych konferencji naukowych i kursów szkoleniowych.
Należał do zespołów redakcyjnych „Roczników Akademii Medycznej w Białymstoku” (1972-1975), „Białostockiego Towarzystwa Naukowego”, „Przeglądu Lekarskiego”, „Medycyny Wiejskiej”.

## Autor/współautor podręczników
1. P. Boroń, W. Szmuness „Wirusowe zapalenie wątroby”, Warszawa 1969;
2. P. Boroń, Z. Hencner, C. Jeżyna „Choroba ptasia”, Warszawa 1971;
3. P. Boroń „Choroby XX-go wieku (w aspekcie epidemiologicznym), Warszawa 1982;
4. P. Boroń „Choroby wątroby i dróg żółciowych, Warszawa 1983.
5. P. Boroń „Choroby odzwierzęce”, Warszawa 1983[1];

## Instytucje naukowe
- Zespół specjalistów Departamentu Szkolnictwa Wyższego i Nauki Ministerstwa Zdrowia i Opieki Społecznej (MZiOS) powołany w celu zreformowania programów nauczania na wydziałach lekarskich akademii medycznych – kierownik;
- Komisja Współpracy z Zagranicą Rady Naukowej Ministerstwa Nauki, Szkolnictwa Wyższego i Techniki – członek;
- Rada Naukowa Instytutu Parazytologii Polskiej Akademii Nauk (PAN) – członek;
- Komisja Dietetyki Polskiej Akademii Nauk – członek;
- Rada Naukowa przy Ministrze Zdrowia (1970) – członek;
- Komisja Leków przy MZiOS – członek[1];

## Towarzystwa naukowe
- Polskie Towarzystwo Epidemiologów i Lekarzy Chorób Zakaźnych – przewodniczący Zarządu Głównego, członek honorowy[1];
- Polskie Towarzystwo Lekarskie – członek Zarządu Głównego, przewodniczący Oddziału Białostockiego (1969);
- Czechosłowackie Stowarzyszenie Medyczne im. J. E. Purkiniego – członek honorowy;
- International Federation of Infections and Parasitic Diseases – członek Rady;
- European Association for the Study of the Liver;
- Białostockie Towarzystwo Naukowe[7].

## Działalność organizacyjna
Pełnił funkcje prodziekana Wydziału Lekarskiego (1960-1964), następnie prorektora ds. klinicznych (1969-1972) i rektora AMB (1972-1973).
16 lutego 1972 w związku z odwołaniem rektora prof. S. Soszki z jego funkcji, minister zdrowia i opieki społecznej powołał prof. Boronia na urząd rektora AMB do końca kadencji upływającej 31 sierpnia 1972. 1 września powołano go ponownie, na nową kadencję, która miała trwać do 30 września 1975. Jednakże w międzyczasie rektor złożył rezygnację, zatem minister zwolnił go z pełnionego urzędu z dniem 30 września 1973.
W trakcie krótkiej jego kadencji, rozpoczęły działalność nowe jednostki organizacyjne: Pracownia mikroskopii Elektronowej, Pracownia Matematyki i Statystyki, Pracownia Elektronicznej Techniki Obliczeniowej, Zakład Propedeutyki Pediatrii, Centralna Pracownia Dokumentacji Naukowo-Technicznej, Poradnia Kardiologiczna z Ośrodkiem Rehabilitacji.
Jednocześnie realizowano kolejne etapy inwestycyjne uczelni, przede wszystkim budowę nowego gmachu – Collegium Pathologicum, przeznaczonego na potrzeby Zakładu Anatomii Patologicznej oraz Medycyny Sądowej. Postanowiono o zbudowaniu nowego Domu Studenta z miejscami dla asystentów. Stworzona została baza do uruchomienia Ośrodka Dializy Pozaustrojowej ze sztuczną nerką i zapleczem.
Utworzono pierwszą w Białymstoku Poradnię Chorób Zawodowych oraz Przyzakładową Przychodnię Lekarską dla Pracowników AMB. Powstała Przychodnia dla Kobiet ze wszystkich uczelni w Białymstoku. Powołano Przyzakładową Spółdzielnię Mieszkaniową.
W 1972 r. stworzono własną, stałą bazę wypoczynkową dla pracowników AMB i ich rodzin wraz z domem pracy twórczej w Sokołdzie i Sidrze. Studenci rozwijali swoją własną bazę turystyczną dla klubów turystyki kajakowej, pieszej czy rowerowej, działającą w Gorle k. Starych Juch w ramach Oddziału Międzyuczelnianego PTTK, zlokalizowanego na drugim piętrze prawego skrzydła Pałacu Branickich. Dynamicznie działały organizacje studenckie: AZS, Koło Uczelniane PCK.
Utworzono Radę Szkoły do Spraw Młodzieży, Samorząd Rady Mieszkańców Domu Studenta. Co najmniej 5 razy w roku studenci wraz z pracownikami uczelni wyjeżdżali w teren w ramach tzw. „Białych Niedziel” wspomagając medycznie miejscową ludność.

## Organizacje
- Związek Młodzieży Polskiej (1948) – członek;
- Towarzystwo Przyjaźni Polsko-Radzieckiej (1950) – członek;
- Towarzystwo Krzewienia Kultury Świeckiej (1950) – członek;
- Polska Zjednoczona Partia Robotnicza (1951) – sekretarz Komitetu Uczelnianego, członek Komitetu Wojewódzkiego;
- Komisje dyscyplinarne dla pracowników instytutów naukowo-badawczych resortu zdrowia i opieki społecznej – członek[9];
- Komitet Budowy Pomnika w Białymstoku poświęconego Bohaterom Ziemi Białostockiej (1972) – czlonek[10];
- Patriotyczny Ruch Ocalenia Narodowego PRON (1982/1983) – przewodniczący Rady Wojewódzkiej;
- Obywatelski Komitet ds. Uniwersytetu w Białymstoku – przewodniczący[1].

## Odznaczenia i nagrody
- Krzyż Oficerski Orderu Odrodzenia Polski;
- Krzyż Kawalerski Orderu Odrodzenia Polski;
- Odznaka honorowa „Za wzorową pracę w służbie zdrowia”;
- Medal Komisji Edukacji Narodowej;
- Odznaka tytułu honorowego „Zasłużony Nauczyciel Polskiej Rzeczypospolitej Ludowej”;
- Medal Pamiątkowy 20-tej Rocznicy Zwycięstwa w Wojnie Wyzwoleńczej Narodu Koreańskiego;
- Nagrody rektora AMB (indywidualne i zespołowe);
- Tytuł Doktora honoris causa Akademii Medycznej w Lublinie[1].

## Epitafium
Prof. P. Boroń przeszedł na emeryturę 30 września 1991. Zmarł 4 stycznia 1993 w Białymstoku. Pochowany został na cmentarzu parafialnym w Skale w grobowcu rodzinnym.
Jak wspomina córka, prof. A. Boroń-Kaczmarska: Czas, w którym pracował Ojciec nie był łatwy, ale umiał On zawalczyć o pacjenta. Oddawał się pracy naukowej, organizacyjnej i społecznej. Wstawał o piątej rano i już coś studiował. Potem była praca. Przychodził do domu około 16. na obiad. O 18. był już w Bibliotece. W domu kładł się najpóźniej… Mimo to, ja nigdy nie miałam niedosytu Ojca.
W 1993 r. została powołana „Fundacja im. prof. Piotra Boronia”, działająca później pod nazwą „Fundacja Medycyny Klinicznej”. Od 2013 fundacja nadaje Nagrodę im. Piotra Boronia dla młodych badaczy „za wkład w rozwój hepatologii lub innych dziedzin medycyny mających związek z celami Fundacji”.